# Простір станів (теорія керування)
Простір станів — у теорії керування один з основних методів опису поведінки динамічної системи. Рух системи в просторі станів відбиває зміну її станів.

## Визначення
Простір станів зазвичай називають фазовим простором динамічної системи, а траєкторію руху, що зображає точки в цьому просторі — фазовою траєкторією.
У просторі станів створюється модель динамічної системи, що включає набір змінних входу, виходу і стану, пов'язаних між собою диференціальними рівняннями першого порядку, які записуються в матричній формі. На відміну від опису у вигляді передавальної функції та інших методів частотної області, простір станів дозволяє працювати не тільки з лінійними системами і нульовими початковими умовами. Крім того, в просторі станів відносно просто працювати з MIMO-системами.

### Лінійні неперервні системи

Структурна схема неперервної лінійної системи, описаної у вигляді змінних стану

Для випадку лінійної системи з {\displaystyle p} входами, {\displaystyle q} виходами і {\displaystyle n} змінними стану опис має вигляд:
{\displaystyle {\dot {\mathbf {x} }}(t)=A(t)\mathbf {x} (t)+B(t)\mathbf {u} (t)}
{\displaystyle \mathbf {y} (t)=C(t)\mathbf {x} (t)+D(t)\mathbf {u} (t)}
де
{\displaystyle x(t)\in \mathbb {R} ^{n}} ; {\displaystyle y(t)\in \mathbb {R} ^{q}} ; {\displaystyle u(t)\in \mathbb {R} ^{p}} ;
{\displaystyle \operatorname {dim} [A(\cdot )]=n\times n}, {\displaystyle \operatorname {dim} [B(\cdot )]=n\times p}, {\displaystyle \operatorname {dim} [C(\cdot )]=q\times n}, {\displaystyle \operatorname {dim} [D(\cdot )]=q\times p}, {\displaystyle {\dot {\mathbf {x} }}(t):={d\mathbf {x} (t) \over dt}} :
{\displaystyle x(\cdot )} — вектор стану, елементи якого називають станами системи
{\displaystyle y(\cdot )} — вектор виходу,
{\displaystyle u(\cdot )} — вектор керування,
{\displaystyle A(\cdot )} — матриця системи,
{\displaystyle B(\cdot )} — матриця керування,
{\displaystyle C(\cdot )} — матриця виходу,
{\displaystyle D(\cdot )} — матриця прямого зв'язку.
Часто матриця {\displaystyle D(\cdot )} є нульовою, це означає, що в системі немає явного прямого зв'язку .

### Дискретні системи
Для дискретних систем запис рівнянь у просторі ґрунтується не на диференціальних, а на різницевих рівняннях:
{\displaystyle \mathbf {x} (nT+T)=A(nT)\mathbf {x} (nT)+B(nT)\mathbf {u} (nT)}
{\displaystyle \mathbf {y} (nT)=C(nT)\mathbf {x} (nT)+D(nT)\mathbf {u} (nT)}

### Нелінійні системи
Нелінійну динамічну систему n-го порядку можна описати у вигляді системи з n рівнянь 1-го порядку:
{\displaystyle {\dot {x}}_{1}=f_{1}(x_{1}(t);\ldots ,x_{n}(t),u_{1}(t),\ldots ,u_{m}(t))}
{\displaystyle \vdots }
{\displaystyle {\dot {x}}_{n}=f_{n}(x_{1}(t);\ldots ,x_{n}(t),u_{1}(t),\ldots ,u_{m}(t))}
або в компактнішій формі:
{\displaystyle \mathbf {\dot {x}} (t)=\mathbf {f} (t,\mathbf {x} (t),\mathbf {u} (t))}
{\displaystyle \mathbf {y} (t)=\mathbf {h} (t,\mathbf {x} (t),\mathbf {u} (t))}.
Перше рівняння — це рівняння стану, друге — рівняння виходу.

#### Лінеаризація
У деяких випадках можлива лінеаризація опису динамічної системи для околу робочої точки {\displaystyle (\mathbf {\tilde {x}} ,\mathbf {\tilde {u}} )} . У сталому режимі {\displaystyle (\mathbf {\tilde {u}} =const)} для робочої точки {\displaystyle \mathbf {\tilde {x}} =const,} справедливий такий вираз:
{\displaystyle \mathbf {\dot {x}} =\mathbf {f} (\mathbf {\tilde {x}} ,\mathbf {\tilde {u}} )=\mathbf {0} }
Вводячи позначення:
{\displaystyle \delta \mathbf {u} =\mathbf {u} -\mathbf {\tilde {u}} }
{\displaystyle \delta \mathbf {x} =\mathbf {x} -\mathbf {\tilde {x}} }
Розклад рівняння стану {\displaystyle \mathbf {f} (\mathbf {x} (t),\mathbf {u} (t))} в ряд Тейлора, обмежений першими двома членами дає такий вираз:
{\displaystyle \mathbf {f} (\mathbf {x} (t),\mathbf {u} (t))\approx \mathbf {f} (\mathbf {\tilde {x}} (t),\mathbf {\tilde {u}} (t))+{\frac {\delta \mathbf {f} }{\delta \mathbf {x} }}\delta \mathbf {x} +{\frac {\delta \mathbf {f} }{\delta \mathbf {u} }}\delta \mathbf {u} }
При взятті часткових похідних вектор-функції {\displaystyle \mathbf {f} } за вектором змінних станів {\displaystyle \mathbf {x} } і вектором вхідних впливів {\displaystyle \mathbf {u} } виходять матриці Якобі відповідних систем функцій:
{\displaystyle {\frac {\delta \mathbf {f} }{\delta \mathbf {x} }}={\begin{bmatrix}{\frac {\delta \mathbf {f_{1}} }{\delta \mathbf {x_{1}} }}&\cdots &{\frac {\delta \mathbf {f_{1}} }{\delta \mathbf {x_{n}} }}\\\vdots &\ddots &\vdots \\{\frac {\delta \mathbf {f_{n}} }{\delta \mathbf {x_{1}} }}&\cdots &{\frac {\delta \mathbf {f_{n}} }{\delta \mathbf {x_{n}} }}\end{bmatrix}}\quad {\frac {\delta \mathbf {f} }{\delta \mathbf {u} }}={\begin{bmatrix}{\frac {\delta \mathbf {f_{1}} }{\delta \mathbf {u_{1}} }}&\cdots &{\frac {\delta \mathbf {f_{1}} }{\delta \mathbf {u_{p}} }}\\\vdots &\ddots &\vdots \\{\frac {\delta \mathbf {f_{n}} }{\delta \mathbf {u_{1}} }}&\cdots &{\frac {\delta \mathbf {f_{n}} }{\delta \mathbf {u_{p}} }}\end{bmatrix}}} .
Аналогічно для функції виходу:
{\displaystyle {\frac {\delta \mathbf {h} }{\delta \mathbf {x} }}={\begin{bmatrix}{\frac {\delta \mathbf {h_{1}} }{\delta \mathbf {x_{1}} }}&\cdots &{\frac {\delta \mathbf {h_{1}} }{\delta \mathbf {x_{n}} }}\\\vdots &\ddots &\vdots \\{\frac {\delta \mathbf {h_{q}} }{\delta \mathbf {x_{1}} }}&\cdots &{\frac {\delta \mathbf {h_{q}} }{\delta \mathbf {x_{n}} }}\end{bmatrix}}\quad {\frac {\delta \mathbf {h} }{\delta \mathbf {u} }}={\begin{bmatrix}{\frac {\delta \mathbf {h_{1}} }{\delta \mathbf {u_{1}} }}&\cdots &{\frac {\delta \mathbf {h_{1}} }{\delta \mathbf {u_{p}} }}\\\vdots &\ddots &\vdots \\{\frac {\delta \mathbf {h_{q}} }{\delta \mathbf {u_{1}} }}&\cdots &{\frac {\delta \mathbf {h_{q}} }{\delta \mathbf {u_{p}} }}\end{bmatrix}}}
З огляду на {\displaystyle \delta \mathbf {\dot {x}} =\mathbf {\dot {x}} -\mathbf {\dot {\tilde {x}}} =\mathbf {\dot {x}} }, лінеаризований опис динамічної системи в околі робочої точки набуде вигляду: де
{\displaystyle \mathbf {A} ={\frac {\delta \mathbf {f} }{\delta \mathbf {x} }}\quad \mathbf {B} ={\frac {\delta \mathbf {f} }{\delta \mathbf {u} }}\quad \mathbf {C} ={\frac {\delta \mathbf {h} }{\delta \mathbf {x} }}\quad \mathbf {D} ={\frac {\delta \mathbf {h} }{\delta \mathbf {u} }}} .

## Приклади

### Модель у просторі станів для маятника
Маятник є класичною вільною нелінійною системою. Математично рух маятника описує таке співвідношення:
{\displaystyle ml{\ddot {\theta }}(t)=-mg\sin \theta (t)-kl{\dot {\theta }}(t)}
де
- {\displaystyle \theta (t)} — кут відхилення маятника.
- {\displaystyle m} — зведена маса маятника
- {\displaystyle g} — прискорення вільного падіння
- {\displaystyle k} — коефіцієнт тертя в підшипнику підвісу
- {\displaystyle l} — довжина підвісу маятника

У такому випадку рівняння в просторі станів матимуть вигляд:
{\displaystyle {\dot {x_{1}}}(t)=x_{2}(t)}
{\displaystyle {\dot {x_{2}}}(t)=-{\frac {g}{l}}\sin {x_{1}}(t)-{\frac {k}{m}}{x_{2}}(t)}
де
- {\displaystyle x_{1}(t):=\theta (t)} — кут відхилення маятника
- {\displaystyle x_{2}(t):={\dot {x_{1}}}(t)} — кутова швидкість маятника
- {\displaystyle {\dot {x_{2}}}(t):={\ddot {x_{1}}}(t)} — кутове прискорення маятника

Запис рівнянь стану в загальному вигляді:
{\displaystyle {\dot {\mathbf {x} }}(t)=\left({\begin{matrix}{\dot {x_{1}}}(t)\\{\dot {x_{2}}}(t)\end{matrix}}\right)=\mathbf {f} (t,x(t))=\left({\begin{matrix}x_{2}(t)\\-{\frac {g}{l}}\sin {x_{1}}(t)-{\frac {k}{m}}{x_{2}}(t)\end{matrix}}\right)} .

### Лінеаризація моделі маятника
Лінеаризована матриця системи для моделі маятника в околі точки рівноваги {\displaystyle \left({\tilde {x}}_{1}=0\right)} має вигляд:
{\displaystyle {\frac {\delta \mathbf {f} }{\delta \mathbf {x} }}=\left({\begin{matrix}0&\ 1\\-{\frac {g}{l}}\cos {{\tilde {x}}_{1}}&\ -{\frac {k}{m}}\end{matrix}}\right)=\left({\begin{matrix}0&\ 1\\-{\frac {g}{l}}&\ -{\frac {k}{m}}\end{matrix}}\right)}
За відсутності тертя в підвісі k = 0 отримаємо рівняння руху математичного маятника:
{\displaystyle {\ddot {x}}=-{\frac {g}{l}}x}